# Sampan
Een sampan is een vlak breed roei-,

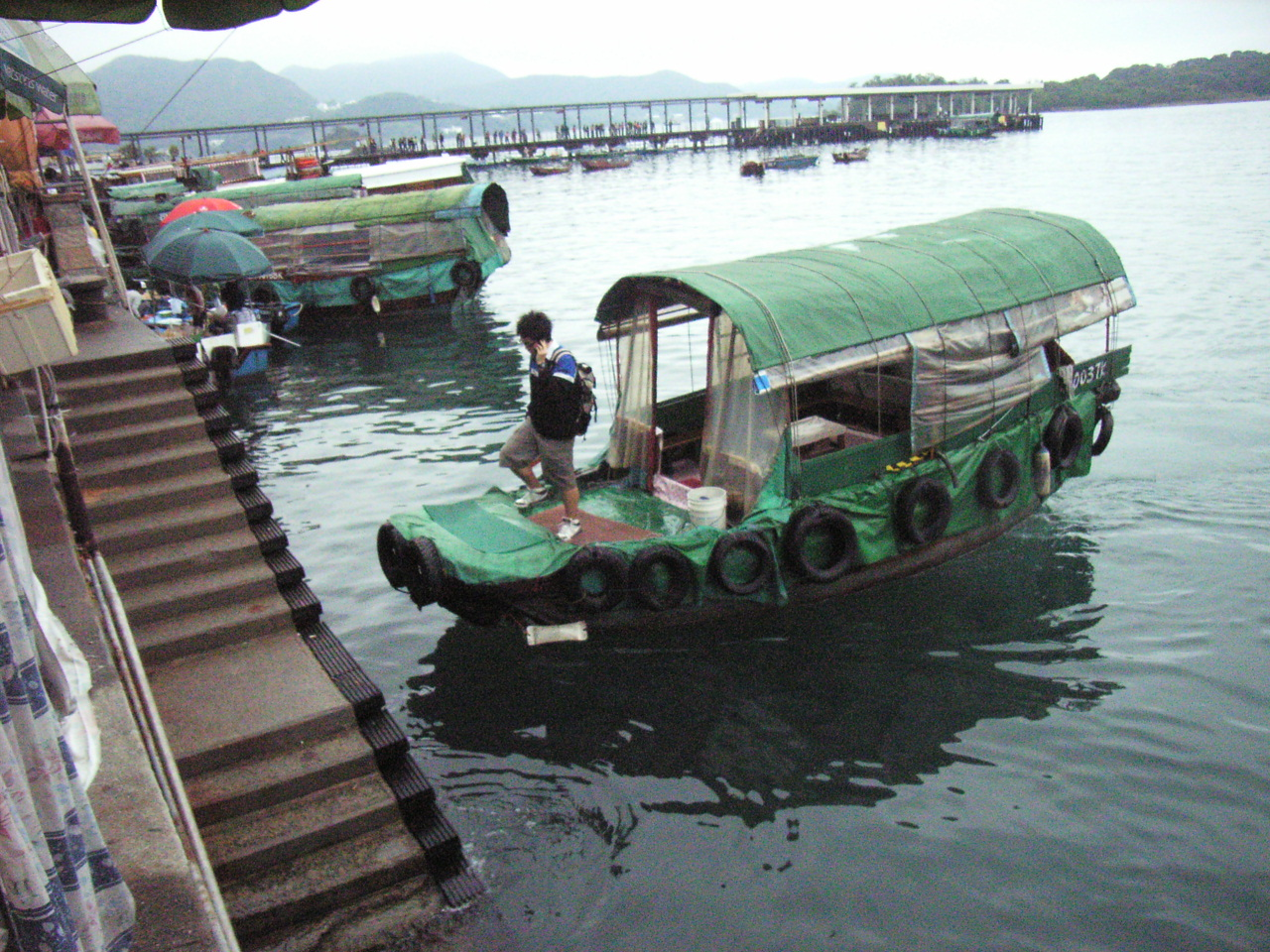
Een sampan.

zeil- of motorboottype uit Oost- en Zuidoost-Azië. De boten worden van
hout gemaakt en zijn doorgaans 3,5 à 4,5 meter lang. Het woord sampan is
samengesteld uit de woorden sam (drie) en pan (plank) uit het Kantonees
en betekent dus letterlijk drie planken. Sampans zijn bestemd voor binnen- en
kustwateren en worden voornamelijk ingezet als transportmiddel en in de visserij.
Sommige zijn uitgerust met een overdekking en worden gebruikt als woonboot.
Dat laatste komt vooral in Indonesië, Maleisië en Vietnam vaak voor.

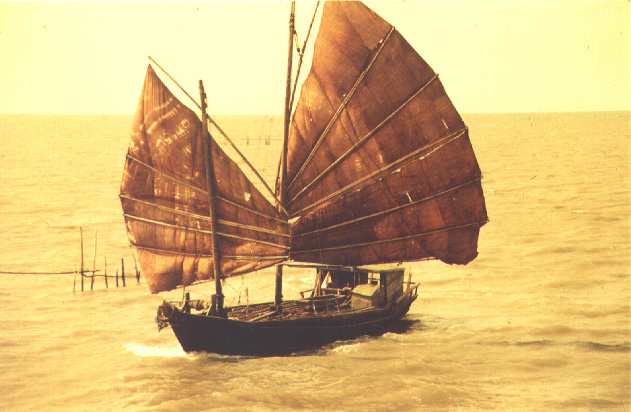
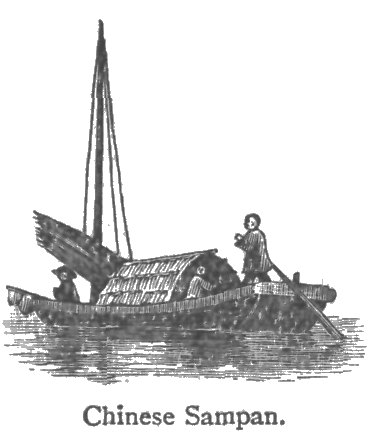
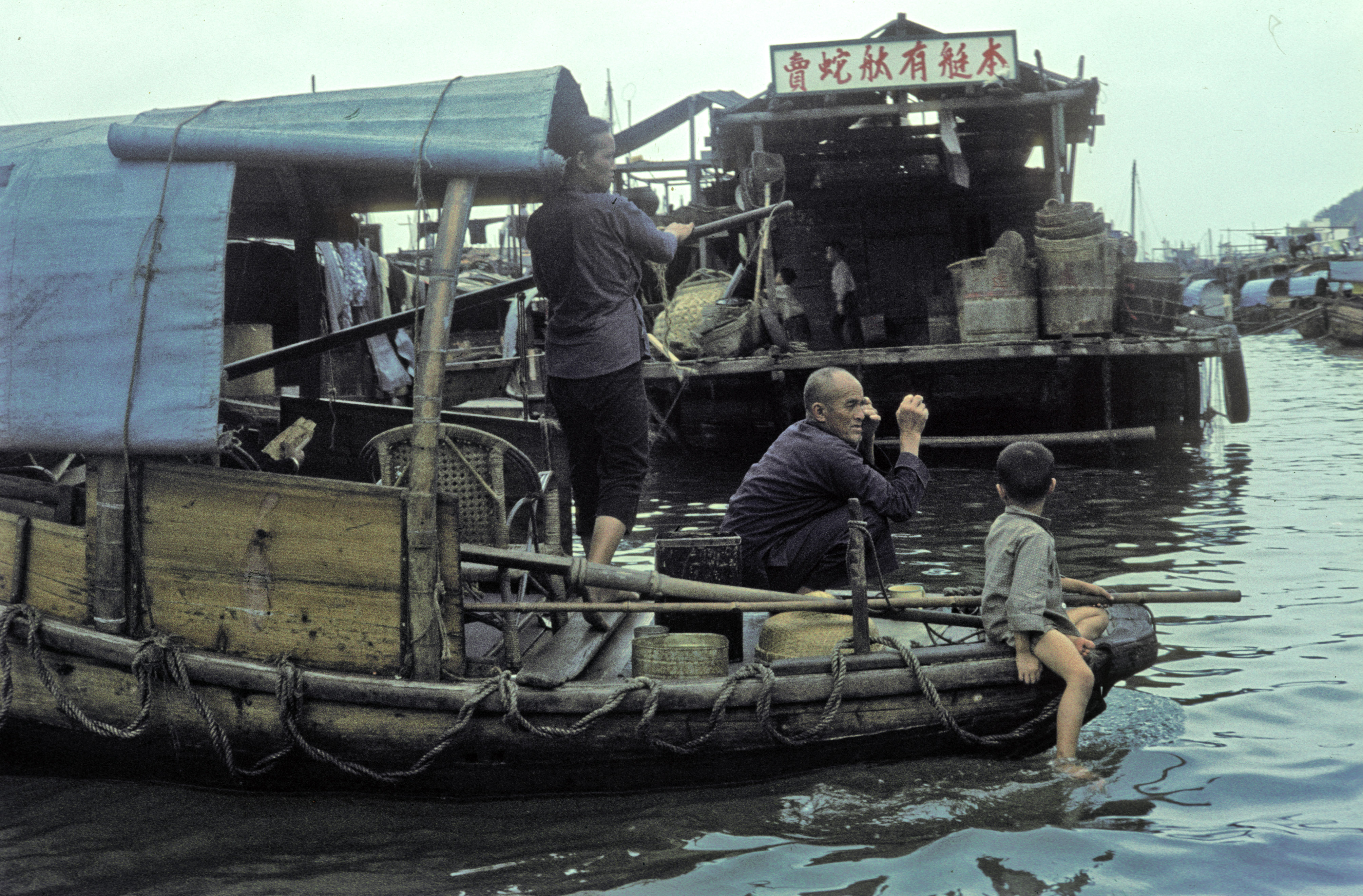
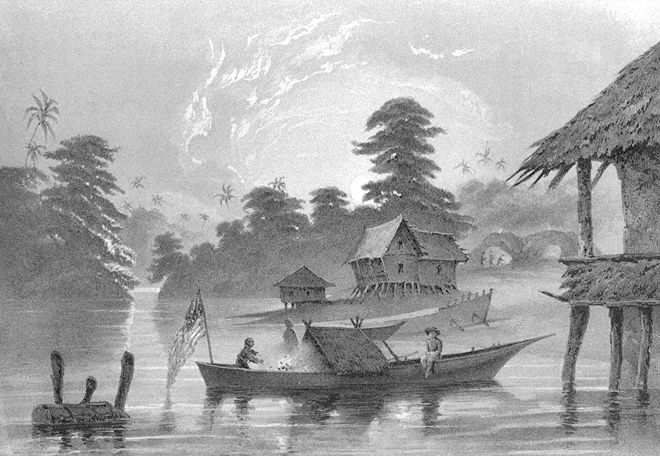
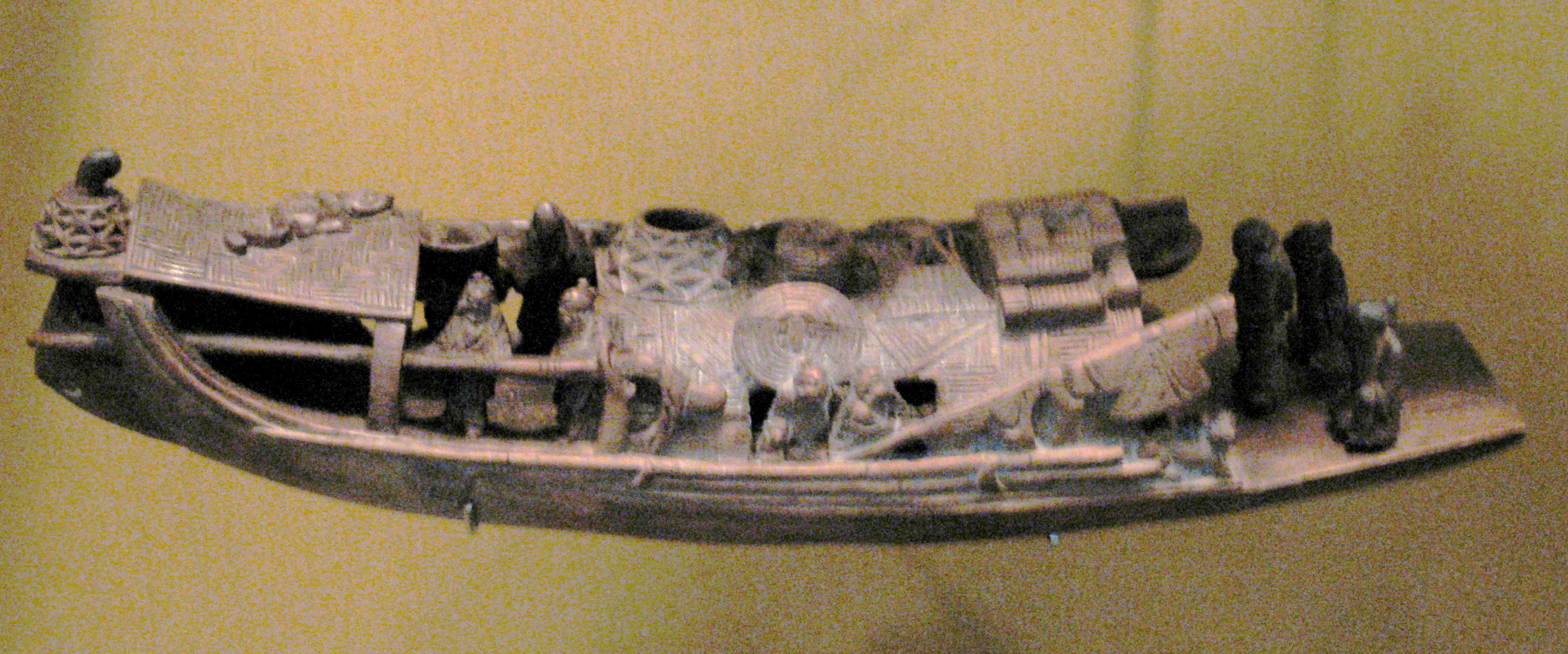